# Fachada en proa

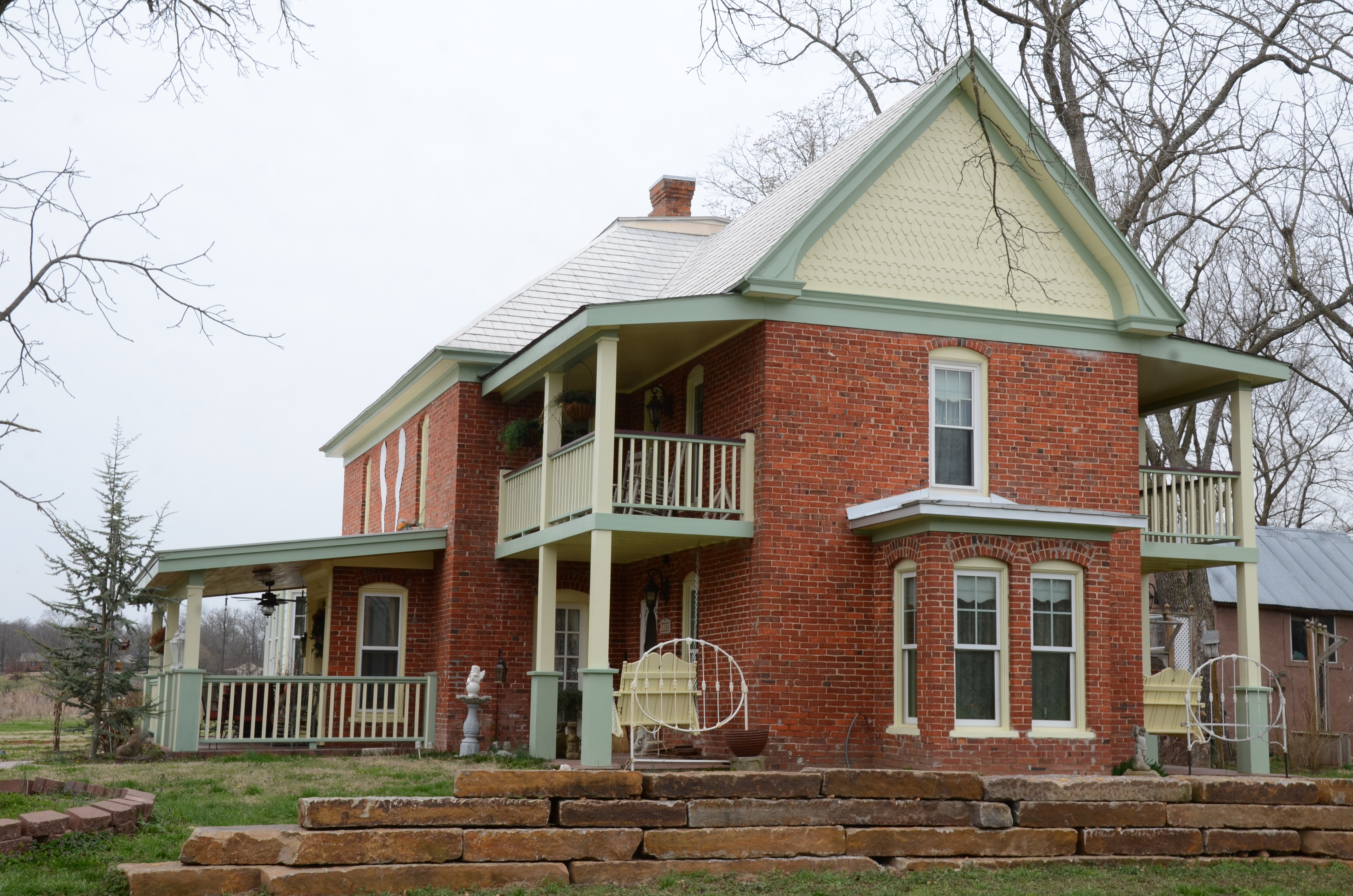
La Casa James posee una fachada en proa con un saliente frontal plano (Hito Histórico)

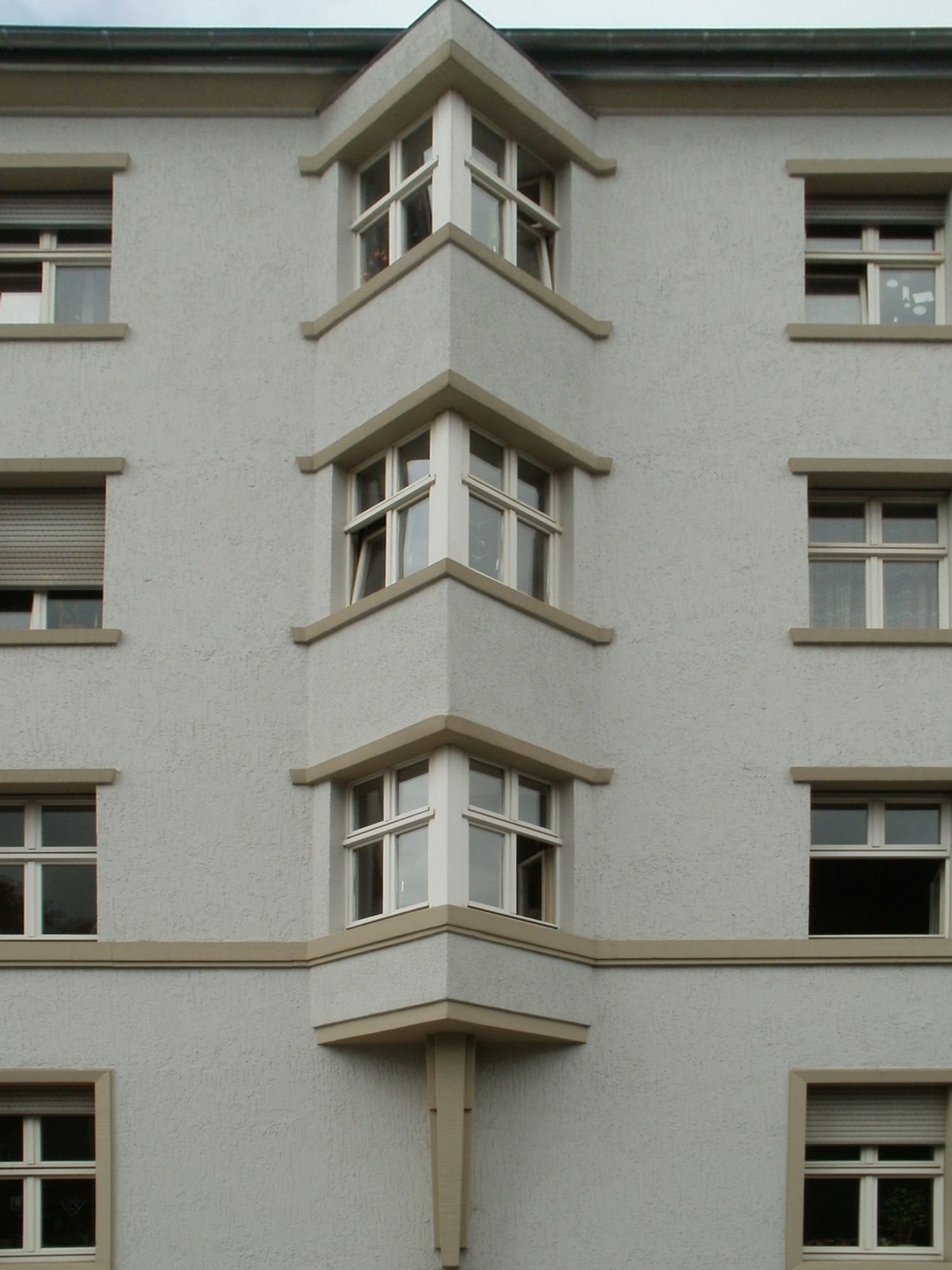
Ventanas en proa

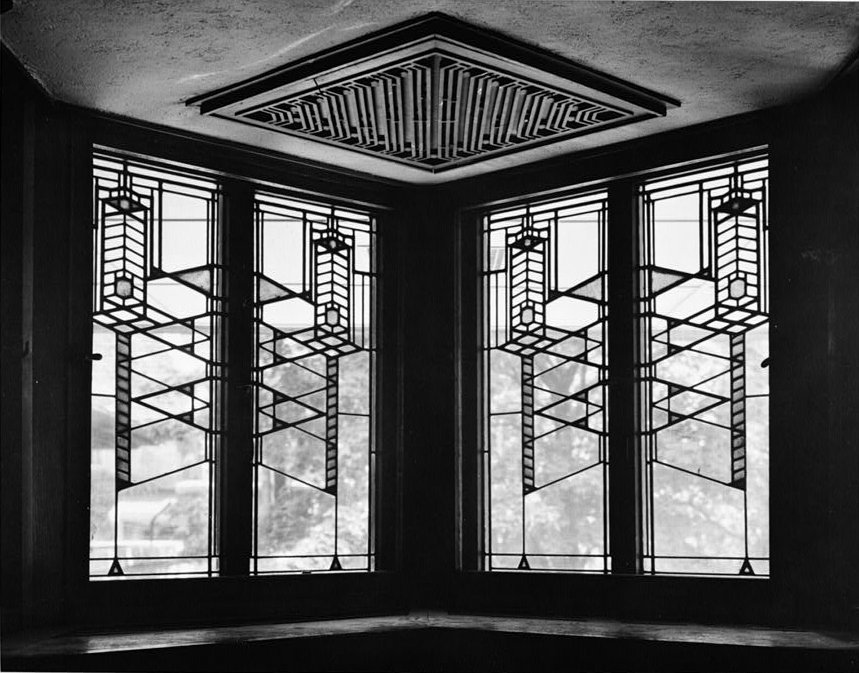
Vista interior del ventanal de una edificación con fachada en proa

Proa o gablete apuntado

Una casa con fachada en proa (conocida como prow house en Estados Unidos, de donde procede el término) es un edificio con una parte delantera saliente que se asemeja a la proa de un barco. El diseño en forma de T contrasta con diseños más tradicionales, en los que el frontal del inmueble suele ser paralelo a la calle. El estilo y el nombre se originaron en Arkansas en el siglo XIX, y las versiones contemporáneas se utilizan particularmente para acentuar las vistas desde el interior de la casa en entornos paisajísticos.

## Origen
El diseño comenzó como una adaptación de la arquitectura residencial tradicional, con la proyección frontal agregada al diseño cuadrado o rectangular habitual. Debido a su diseño más complejo, nunca se construyeron con troncos y no aparecieron hasta alrededor de 1880. A finales del siglo XIX, este diseño era un símbolo de estatus que representaba la riqueza de los agricultores prósperos. La casa se parece más a la proa de un barco cuando el saliente es achaflanado y presenta un ángulo agudo en la parte delantera. El nombre fue introducido por Cyrus Sutherland, profesor en la Escuela de Arquitectura de Universidad de Arkansas durante más de treinta años  y un experto en la arquitectura popular de Arkansas, y se originó como una denominación local en la región de la meseta de Ozark.
Los primeros ejemplos de casas con fachada de proa tienen características de la Arquitectura de estilo Reina Ana en Estados Unidos, que era popular en ese momento y tiende a estar muy decorado. Estas casas generalmente disponían de dos puertas de entrada, una a cada lado de la proa, en lugar de una sola puerta de entrada cerca del frente de la sala saliente, una disposición utilizada en escuelas o iglesias. La sala de "proa", al estar expuesta al exterior por tres lados, tenía una excelente ventilación cruzada. Las casas de proa, que datan de 1880 a 1920, se pueden encontrar en Arkansas, Iowa y Misuri. Las casas tendían a agruparse en ciertas comunidades, como Prairie Grove y Elkins, Arkansas, lo que puede ser el resultado de que fueran una especialidad de ciertos constructores. En las zonas rurales, las casas tendían a ser más pequeñas y con menos ornamentación.

## Diseños contemporáneos
Las casas con fachada de proa a menudo se construyen hoy en día en áreas con elementos paisajísticos próximos, como montañas, lagos u otros paisajes naturales, y son más comunes en el oeste de los EE. UU. A menudo cuentan con grandes ventanales de suelo a techo para maximizar la luz y mejorar las vistas. Estas proas suelen ser de varios pisos, con interiores luminosos.

## Ventana de proa
Un pequeño saliente de un edificio, similar a una ventana mirador pero construida con dos planos que se unen en un ángulo central formando una quilla triangular, también se puede llamar proa. Se pueden encontrar ejemplos de tales proyecciones en los trabajos de Frank Lloyd Wright y en la Casa Robie diseñada por Arthur Heurtley House.

## Tejado de proa a dos aguas
Una extensión de un tejado a dos aguas en la que la línea de cumbrera se extiende por delante del pico del hastial, generando un alero con un ángulo agudo se conoce como alero en proa. Este detalle del techo podría ocurrir en una proa orientada hacia adelante, pero se encuentra más comúnmente en las fachadas traseras de algunos ranchos y de otros diseños de mediados del siglo XX. Proporciona un sombreado adicional y protección contra la lluvia en la fachada, pero se usó principalmente como un rasgo del estilo "moderno".

## Ejemplos
- Casa James (c. 1903), Rogers, Arkansas
- Casa Lillard-Sprague (1907), Rogers, Arkansas
- Casa Willits (1901), Highland Park, Illinois
- Casa Robie (1909), Chicago, Illinois
- Casa Barlow Baxter (1904), Hestand, Kentucky
- Casa Sanders-Hollabaugh (1903), Marshall, Arkansas

## Otros tipos de edificios
Entre los edificios no residenciales con un frente en ángulo, se incluyen:
- El edificio de la Sociedad First Unitarian de Madison en Shorewood Hills (Wisconsin), diseñado por Frank Lloyd Wright, es un Hito Histórico Nacional estadounidense caracterizado por un techo en forma de proa.[8]
- El icónico Edificio Flatiron en Nueva York tiene un diseño con aspecto de proa, propiciado por la forma triangular de la parcela en la que fue construido.[9]
- El Mercure Liverpool Atlantic Tower Hotel en Liverpool, Inglaterra.[10]
- Iglesia Metodista Unida de Maple Lake, Spring Brook, Pensilvania.

|  |  |  |  |